# 安赫尔·达莱曼
安赫尔·达莱曼（荷蘭語：Angel Daleman，2007年3月25日—），荷兰女子速度滑冰运动员，2024年冬季青年奥林匹克运动会女子500米、女子1500米、女子集体出发金牌得主和混合接力铜牌得主、2025年世界单程距离速度滑冰锦标赛女子短距离团体追逐金牌得主。